# Kortzfleisch (Adelsgeschlecht)

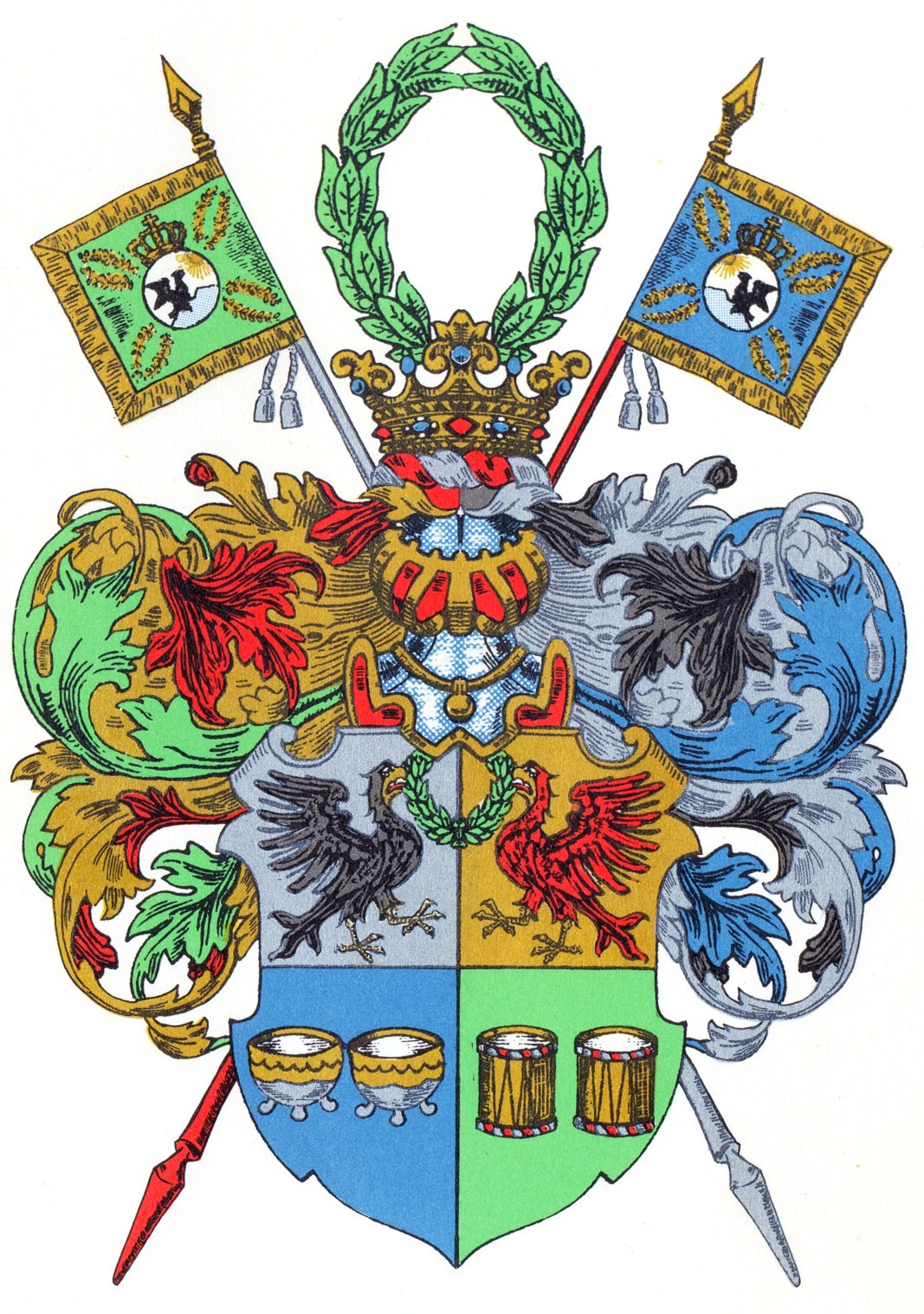
Wappen derer von Kortzfleisch

Kortzfleisch ist ein ursprünglich aus Westfalen stammendes Adelsgeschlecht.

## Geschichte
Das Geschlecht erscheint urkundlich erstmals am 28. September 1460 mit Hermann Kotvlesch, Ratsherr der Neustadt Herford. Die Stammreihe beginnt mit Hermann Kotfleisch, Ratsherr und Bürgermeister (1539–1549) der Altstadt Herford. Sein Enkel Hermann Kotfleisch war Bürgermeister von Osterode in Ostpreußen und Begründer der ostpreußischen Linie, die seit Mitte des 17. Jahrhunderts den Namen Kortzfleisch führt. Ein Fanzisus Kortzfleisch war preußischer Rat und Hausvogt in Tilsit. Sein Sohn, Oberst Franz Kortzfleisch († 17. Mai 1742) wurde am 27. Juli 1731 in den preußischen Adelsstand erhoben. Er war Erbherr auf Plauschwaren sowie Jägerberg und hatte auch zahlreiche Söhne: Franz Friedrich (* 1717), Anton (* 1719), Bernhard (1720–1787), Andreas (* 1724), Johann (* 1726), Otto (* 25. Februar 1729) und Leopold (1732–1804). Leopold starb als preußischer Oberst.

## Wappen
Das Wappen ist geteilt. Ein oben von Silber und Gold gespaltenes Feld zeigt heraldisch rechts einen schwarzen und links einen roten auffliegenden Adler, die gemeinsam einen grünen Lorbeerkranz in den Schnäbeln tragen. Das unten gespaltene Feld zeigt links in Blau zwei silberne Pauken und rechts in Grün zwei preußische Armeetrommeln. Auf dem Helm mit links schwarz-silber-blauen, rechts rot-gold-grünen Decken ein großer Lorbeerkranz, hinter dem Schild ragen zwei aufwärts geschrägte preußische Standarten hervor.

## Bekannte Familienmitglieder
- Albert von Kortzfleisch (1801–1866), preußischer Generalleutnant
- Albrecht von Kortzfleisch (1935–2024), deutscher Forstwissenschaftler
- August von Kortzfleisch (1811–1890), preußischer Generalmajor
- Bernhard von Kortzfleisch (1720–1787), preußischer Leutnant und Landrat
- Gert von Kortzfleisch (1921–2007), deutscher Professor für Ökonomie
- Gustav von Kortzfleisch (1854–1910), preußischer Generalmajor
- Harald von Kortzfleisch (* 1962), deutscher Wirtschaftswissenschaftler
- Ida von Kortzfleisch (1850–1915), Gründerin der Reifensteiner Schulen
- Joachim von Kortzfleisch (1890–1945), deutscher General der Infanterie
- Siegfried von Kortzfleisch (1929–2014), evangelischer Theologe und Redakteur
- Sophie Eleonore von Kortzfleisch (geb. von Wuntsch; 1749–1823), deutsche Schriftstellerin